# Helen Wainwright
Helen E. Wainwright (New York, 15 marzo 1906 – Hampton Bays, 8 ottobre 1965) è stata una tuffatrice e nuotatrice statunitense.
Alle Olimpiadi di Anversa 1920 ha gareggiato come tuffatrice nel trampolino 3 m, vincendo la medaglia d'argento.
Quattro anni più tardi, a Parigi 1924, ha preso parte alla gara dei 400 m stile libero, vincendo anche qui la medaglia d'argento.
È diventata una dei Membri dell'International Swimming Hall of Fame.
È stata primatista mondiale dei 1500 m sl.

## Palmarès
- Olimpiadi
  - Anversa 1920: argento nel trampolino 3 m.
  - Parigi 1924: argento nei 400 m sl.